# Falling (canción de Trevor Daniel)
«Falling»—en español: cayendo es una canción del cantante estadounidense Trevor Daniel lanzada como el sencillo principal de su debut EP Homesick, por Alamo Records, Internet Money Records e Interscope Records el 5 de octubre de 2018. La canción fue producida por KC Supreme, Taz Taylor y Charlie Handsome. Un año después, la canción comenzó a ganar popularidad en la plataforma de videos móviles TikTok de formato corto y posteriormente se agregó en varias listas de reproducción de Spotify y Viral Charts. Es su primer sencillo en el Billboard Hot 100 de Estados Unidos, llegando al número 25. El 15 de enero de 2020, se lanzó un video musical.

## Composición
La canción fue concebida en "cuestión de horas" durante la primera sesión de estudio de Daniel con el productor discográfico Taz Taylor, Internet Money, Daniel firmó previamente con Alamo e Interscope en julio de 2018. Daniel recuerda que intentaron agregar un segundo verso de la canción, pero decidió no hacerlo, porque "la energía no era la misma". El corte aproximado fue lanzado como la canción oficial.

## Video Musical
En 2018, Daniel lanzó un video musical inicial que describió como "más un cortometraje para mí que un simple video musical, y estoy emocionado de compartir mis visiones con todos". El video fue filmado y editado por Mateo Mejía y Esteban Caicedo.
Con el éxito de la canción, se filmó un nuevo video musical oficial en 2019. Fue dirigido por William Desena y se estrenó oficialmente el 15 de enero de 2020.
El video tiene 204,428,074 millones de reproducciones en YouTube y 1,053,007,058 millones de reproducciones en Spotify.

## Posicionamiento
| Gráfico (2019–2020)                               | Posición |
| ------------------------------------------------- | -------- |
| Australia (ARIA)                                  | 13       |
| Austria (Ö3 Austria Top 40)                       | 77       |
| Bélgica (Ultratop 50 Flandes)                     | 22       |
| Bélgica (Ultratop 50 Valonia)                     | 34       |
| Canadá (Canadian Hot 100)                         | 13       |
| República Checa (Singles Digitál Top 100)         | 44       |
| Dinamarca (Tracklisten)                           | 23       |
| Estonia (Eesti Ekspress)                          | 77       |
| Finlandia (Suomen virallinen lista)               | 55       |
| Francia (SNEP)                                    | 21       |
| Alemania (Gráficos oficiales alemanes)            | 13       |
| Grecia (IFPI)                                     | 26       |
| Hungría (Stream Top 40)                           | 2        |
| Islandia (Tonlist)                                | 18       |
| Irlanda (IRMA)                                    | 12       |
| Italia (FIMI)                                     | 17       |
| Letonia (LAIPA)                                   | 1        |
| Lituania (AGATA)                                  | 99       |
| Malasia (RIM)                                     | 2        |
| Países Bajos (Top 100 individual)                 | 11       |
| Nueva Zelanda (música grabada NZ)                 | 17       |
| Noruega (VG-lista)                                | 55       |
| Airplay de Rusia (Tophit)                         | 73       |
| Escocia (empresa oficial de gráficos)             | 52       |
| Singapur (RIAS)                                   | 55       |
| Eslovaquia (Singles Digitál Top 100)              | 77       |
| España (PROMUSICAE)                               | 54       |
| Suecia (Sverigetopplistan)                        | 15       |
| Suiza (Schweizer Hitparade)                       | 11       |
| UK Singles (Compañía Oficial de Cartas)           | 14       |
| R&B del Reino Unido (empresa oficial de gráficos) | 77       |
| US Billboard Hot 100                              | 25       |
| US Hot R & B/Hip-Hop Songs ( Cartelera )          | 15       |
| US Mainstream Top 40 (Cartelera)                  | 21       |
| Rítmica estadounidense (cartelera)                | 16       |
| US Rolling Stone Top 100                          | 10       |